# Acanthodelta seychellarum
Acanthodelta seychellarum är en fjärilsart som beskrevs av Holland 1895. Acanthodelta seychellarum ingår i släktet Acanthodelta och familjen nattflyn. Inga underarter finns listade i Catalogue of Life.